# Sociedad de Salvamento y Seguridad Marítima
La Sociedad de Salvamento y Seguridad Maritima, conosciuta anche con l'acronimo SASEMAR, o semplicemente come Salvamento Marítimo, è un'organizzazione di soccorso e sicurezza marittima spagnola, creata nel 1992. Dipende dal Ministero dei trasporti, della mobilità e dell'agenda urbana. Oltre allo svolgimento di operazioni di ricerca e soccorso svolge anche operazioni di lotta all'inquinamento, di controllo del traffico marittimo e di assistenza alle imbarcazioni.

## Storia
La prima società di salvataggio marittimo spagnola, la Sociedad Española de Salvamento de Náufragos, fu creata nel 1880 su modello della britannica Royal National Lifeboat Institution. Questa società era composta da volontari ed era gestita a livello locale, senza nessuna agenzia che ne coordinasse le attività.
Nel 1979 la Spagna firmò la Convenzione internazionale sulla ricerca ed il salvataggio marittimo, che definisce l'organizzazione di un sistema mondiale di soccorso in mare.
La Sociedad de Salvamento y Seguridad Maritima è stata creata il 24 novembre 1992.

## Organizzazione
Il Salvamento Marítimo dispone di 20 centri: il Centro Nacional de Coordinación de Salvamento (CNCS) si trova a Madrid mentre gli altri 19, denominati Centros de Coordinación de Salvamento (CCS), si trovano lungo le coste della Spagna.
- CCS della zona atlantica: Vigo, Finisterre, La Coruña, Gijón, Santander, Bilbao
- CCS della zona mediterranea: Barcellona, Tarragona, Castellón de la Plana, Valencia, Palma di Maiorca, Cartagena, Almería
- CCS della zona dello Stretto: Algeciras, Tarifa, Cadice, Huelva
- CCS della zona delle Canarie: Las Palmas de Gran Canaria, Santa Cruz de Tenerife

## Mezzi a disposizione

### Unità navali
| Classe           | Imbarcazione | Tipo                                  | Origine | Immagine | Note |
| ---------------- | --- | ------------------------------------- | ------- | -------- | --- |
| Luz de Mar       | BS-41 Luz de Mar BS-21 Miguel de Cervantes | Rimorchiatore d'alto mare polivalente | Spagna  |          | |
| Don Inda         | BS-11 Don Inda BS-32 Clara Campoamor | Rimorchiatore d'alto mare polivalente | Spagna  |          | |
| Maria de Maetzu  | BS-14 María Pita BS-22 María Zambrano BS-13 María de Maeztu BS-33 Marta Mata BS-23 SAR Mastelero BS-15 SAR Gavia BS-34 SAR Mesana | Rimorchiatore d'alto mare             | Spagna  |          | |
| Alonso de Chaves | BS-12 Alonso de Chaves | Rimorchiatore                         | Spagna  |          | |
| Punta Salinas    | BS-42 Punta Salinas | Rimorchiatore                         | Spagna  |          | |
| Punta Mayor      | BS-31 Punta Mayor | Rimorchiatore                         | Spagna  |          | |
| Guadamar         | G-40 Guardamar Calíope G-10 Guardamar Concepción Arenal G-30 Guardamar Polimnia G-20 Guardamar Talía | Motovedetta                           | Spagna  |          | |
| Salvamar         | Orión Alcyone Monte Gorbea Deneb Algol Rigel Capella Alioth Sargadelos Shaula Mirfak Altair Regulus Mirach Adhara Alphecca Canopus Alpheratz Alphard Tenerife Menkalinán Nunki Mizar Atlántico Alborán Dubhe Gadir Alkaid El Puntal Spica Algeciras Alnitak Vega Hamal Denébola Algenib Alcor Polaris Levante Sabik Pollux Sant Carles Diphda Bellatrix Sirius Cástor Alnilam Markab Acrux Cavall Bernat Illes Pitiuses Antares Aldebarán | Motovedetta                           | Spagna  |          | |
| Alonso Sánchez   | Alonso Sánchez | Motovedetta                           | Spagna  |          | |
| Urania Mella     | Urania Mella | Nave antinquinamento                  | Spagna  |          | In servizio presso Sertosa Norte che ne è proprietaria, può essere trasferita al SASEMAR in caso di necessità. |

### Mezzi aerei
| Aeromobile                  | Origine | Tipo                              | Versione                | In servizio (2022) | Note                                                  | Immagine |
| Aerei per impieghi speciali |         |                                   |                         |                    |                                                       |          |
| CASA CN-235                 | Spagna  | Aereo da pattugliamento marittimo | CN-235-300 MP Persuader | 3                  | In servizio a partire dal 2007.                       |          |
| Elicotteri                  |         |                                   |                         |                    |                                                       |          |
| AgustaWestland AW139        | Italia  | Elicottero SAR                    | AW139                   | 9                  | 8 consegnati tra il 2006 e il 2009. 1 perso nel 2010. |          |
| Eurocopter EC225 Superpuma  | Francia | Elicottero SAR                    | EC225LP                 | 2                  | 1 consegnato nel 2014 e un altro consegnato nel 2018. |          |